# Droga wojewódzka nr 385
Droga wojewódzka nr 385 (DW385) – droga wojewódzka łącząca DK46 w okolicy Jaczowic oraz Dzierżoniów (poprzez DW384) z przejściem granicznym z Czechami – Tłumaczów-Otovice. Prowadzi przez Góry Bardzkie (Przełęcz Srebrną 585 m n.p.m.). Droga widokowa o stromych nachyleniach i dużej różnicy wysokości oraz wielu ostrych zakrętach w okolicy Srebrnej Góry. W okresie zimowym niebezpieczna, często w okolicach Srebrnej Góry nieprzejezdna.

## Miejscowości leżące przy trasie DW385
Województwo opolskie
 Powiat opolski
- Jaczowice (DK46)
- Krasna Góra

 Powiat brzeski
- Kopice

 Powiat nyski
- brak miejscowości

 Powiat brzeski
- Grodków (fragment obwodnicy wraz z DW401)
- Wójtowice
- Wierzbna
- Gierów

 Województwo dolnośląskie
 Powiat strzeliński
- Jagielnica
- Sarby

 Powiat ząbkowicki
- Wigańcice
- Kalinowice Dolne
- Ziębice (DW395)
- Służejówek
- Niedźwiednik
- Stolec
- Ząbkowice Śląskie (DK8)
- Stoszowice
- Budzów
- Srebrna Góra

 Powiat kłodzki
- Nowa Wieś Kłodzka
- Wolibórz (DW384)
- Nowa Ruda (DW381) – obwodnica na etapie realizacji
- Włodowice
- Ścinawka Górna (DW387)
- Tłumaczów – granica z Czechami